# Phygadeuon excavatus
Phygadeuon excavatus är en stekelart som beskrevs av Léon Abel Provancher 1874. Phygadeuon excavatus ingår i släktet Phygadeuon och familjen brokparasitsteklar. Inga underarter finns listade i Catalogue of Life.